# سيدريك كاراسو
سيدريك كاراسو (بالفرنسية: Cédric Carrasso)‏ ولد في (30 ديسمبر 1981 في أفينيون) لاعب كرة قدم فرنسي يلعب حاليا لصالح نادي الدرجة الأولى بوردو الفرنسي في مركز حارس مرمى .

## المسيرة الرياضية
بدأ كاراسو مسيرته الرياضية في نادي مرسيليا في سنة 1999 ولكنه لم يستطع أن يفرض نفسه في التشكيلة الأساسية طوال موسمين متتاليين مما حدا بمسئولي النادي على الموافقة على انتقاله بعقد إعارة لمدة موسم إلى نادي كريستال بالاس الإنجليزي ولكنه مع الأخير لم يلعب سوى مباراة واحدة . عاد إلى نادي مرسيليا واستغل فرصة معاقبة حارس المرمى الأساسي فابيان بارتيز بالإيقاف لكي يلعب هو واستطاع أن يقدم أداء مبهر وأن يثبت قدميه في التشكيلة الأساسية مما جعل بارتيز يقرر الرحيل عن النادي . في صيف سنة 2008 انتقل إلى نادي تولوز وساهم في احتلال النادي المركز الرابع المؤهل للمشاركة في بطولة دوري أوروبا . في 30 يونيو 2009 وافق على الانتقال إلى نادي بوردو في عقد يمتد لأربع سنوات .

## الحياة الشخصية
شقيق سيدريك الأصغر يوهان يلعب حاليا لصالح نادي الدرجة الأولى مونبلييه في مركز حارس مرمى .

## روابط خارجية
- سيدريك كاراسو على موقع الاتحاد الدولي (مؤرشف)  (الإنجليزية)
- سيدريك كاراسو على موقع الاتحاد الأوربي (الإنجليزية)
- سيدريك كاراسو على موقع اتحاد تركيا (لاعب) (الإنجليزية)
- سيدريك كاراسو على موقع رابطة كرة القدم الفرنسية للمحترفين (الإنجليزية)
- سيدريك كاراسو على موقع قاعدة بيانات كرة القدم.إي يو (الإنجليزية)
- سيدريك كاراسو على موقع ليكيب (الفرنسية)
- سيدريك كاراسو على موقع ناشيونال فوتبول تيمز (الإنجليزية)
- سيدريك كاراسو على موقع Soccerway.com (الإنجليزية)
- سيدريك كاراسو على موقع عالم كرة القدم.نت (الإنجليزية)
- سيدريك كاراسو على موقع كووورة